# Pierre Ier de Bourbon
Titre
Duc de Bourbon
22 janvier 1341 – 19 septembre 1356
(15 ans, 7 mois et 28 jours)
Pierre Ier, né en 1311, mort à Poitiers le 19 septembre 1356, est duc de Bourbon de 1342 à 1356. Il est fils de Louis Ier, 1er duc de Bourbon et comte de la Marche, et de Marie de Hainaut.

## Biographie
Il fit ses premières armes en 1341 sous les ordres du duc de Normandie, le futur roi Jean II de France et combattit en Bretagne, alors en pleine guerre. Il permit notamment au prétendant français Charles de Blois de prendre possession du duché. 
En 1346, il combat à Crécy et y est blessé. Il finance en 1352 la fondation du couvent des Carmes de Moulins.

### Lieutenant en Languedoc
Le 8 août 1345, Pierre Ier est nommé par Philippe VI lieutenant du Languedoc. Son opposant était Henri, comte de Derby (plus tard comte et duc de Lancastre). Ce dernier termine le débarquement de son armée à Bordeaux le jour où Pierre est nommé.
Pierre Ier arrive en septembre pour prendre possession de sa lieutenance. À ce moment, le comte de Derby a déjà ouvert la campagne, bousculant les défenses françaises avec la prise de Bergerac et la destruction de l'armée française présente le mois précédent. Bourbon établit ses quartiers à Angoulême et commence une large campagne de recrutement pour lever une nouvelle armée. Cependant, le 21 octobre, le comte de Derby remporte une écrasant victoire près d'Auberoche.
Le comte de Derby exploite l'absence de commandement français et met le siège devant La Réole. Bourbon réplique en proclamant le ban et l'arrière ban en Languedoc afin de faire lever le siège. Les résultats ne sont pas au rendez-vous et la garnison de La Réole se rend début janvier 1346.
Durant l'hiver 1346, Bourbon passe l'hiver à Agen. Au printemps, une armée importante est levée à Toulouse par Bourbon et l'évêque de Beauvais et en partie financée par le pape, dont le neveu avait été capturé par le comte de Derby l'année précédente. Dans le même temps, Jean de Normandie recrute une part importante de la noblesse du nord de la France (Eudes IV, duc de Bourgogne, Raoul III de Brienne, le connétable de France…). En avril, Jean de Normandie met le siège devant Aiguillon, au confluent du Lot et de la Garonne. En août, Jean de Normandie doit abandonner le siège pour aider à combattre Édouard III, qui a débarqué en  Normandie.

### Missions diplomatiques
Pierre Ier de Bourbon assure, entre 1347 et sa mort, un certain nombre de missions diplomatiques de négociations de paix. Aucune n'aboutira.

### Mort
Le 19 septembre 1356, Pierre Ier se bat à la bataille de Poitiers et y est tué, en faisant au roi rempart de son corps.

## Mariage et descendance

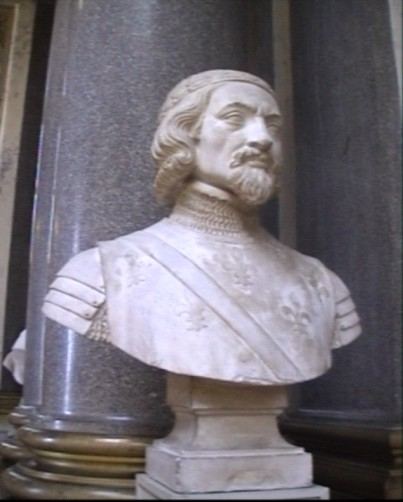
Pierre Ier, duc de Bourbon, par Louis-Eugène Bion, Galerie des batailles du château de Versailles.

Il épouse en 1336 Isabelle de Valois (1313-1383), fille de Charles de France, comte de Valois, d'Alençon, de Chartres, d'Anjou, du Maine et de Mahaut de Châtillon. Ils ont huit enfants :
- Louis II (1337-1410), duc de Bourbon ;
- Jeanne (1338-1378), mariée en 1350 à Charles (1338-1380), dauphin de France, futur Charles V, roi de France ;
- Blanche (1339-1361), mariée en 1352 à Pierre Ier le Cruel (1334-1369), roi de Castille et de León ;
- Bonne de Bourbon (juin 1340 † Mâcon 19 janvier 1403), mariée à Paris en août 1355 à Amédée VI († 1383), comte de Savoie ;
- Catherine de Bourbon (1342-7 juin 1427), célèbre pour sa beauté, mariée le 14 octobre 1359 à Jean VI († 1388), comte d'Harcourt et d'Aumale et baron d'Elbeuf ;
- Marguerite (1344 † ap.1416), mariée à Paris le 4 mai 1368 à Arnaud VIII Amanieu (1338 † 1401), sire d'Albret, comte de Dreux ;
- Isabelle (1345 † ) ;
- Marie (1347-Poissy, 29 décembre 1401), religieuse en 1351, puis prieure de Poissy en 1380.